# Sentinel Range, British Columbia
Sentinel Range är en bergskedja i Kanada.   Den ligger i provinsen British Columbia, i den centrala delen av landet, 3 600 km väster om huvudstaden Ottawa. Toppen på Sentinel Range är 1 994 meter över havet, eller 23 meter över den omgivande terrängen. Bredden vid basen är 0,26 km.
Terrängen runt Sentinel Range är kuperad åt sydost, men åt nordväst är den bergig. Trakten runt Sentinel Range är nära nog obefolkad, med mindre än två invånare per kvadratkilometer..
Trakten runt Sentinel Range består i huvudsak av gräsmarker.